# Michel Gravel (fotograf)
Michel Gravel (1936 – 13. ledna 2021) byl kanadský fotograf a jeden z předních fotoreportérů v Quebecu.

## Životopis
Poté, co v roce 1954 ukončil studium fotografie, pracoval Gravel v letech 1956 až 1957 pro Studio David Bier. Poté pracoval pro noviny jako Le Devoir, Montreal Gazette a La Presse. Během svého aktivního období se věnoval významným událostem, jako byla vietnamská válka nebo letní olympijské hry 1976. Oficiálně odešel do důchodu v roce 2005. Ve stejném roce bylo několik jeho fotografií vystaveno na retrospektivní výstavě v Maison de la culture Frontenac v Montrealu.
Michel Gravel zemřel 13. ledna 2021 ve věku 84 let.

## Fotografie

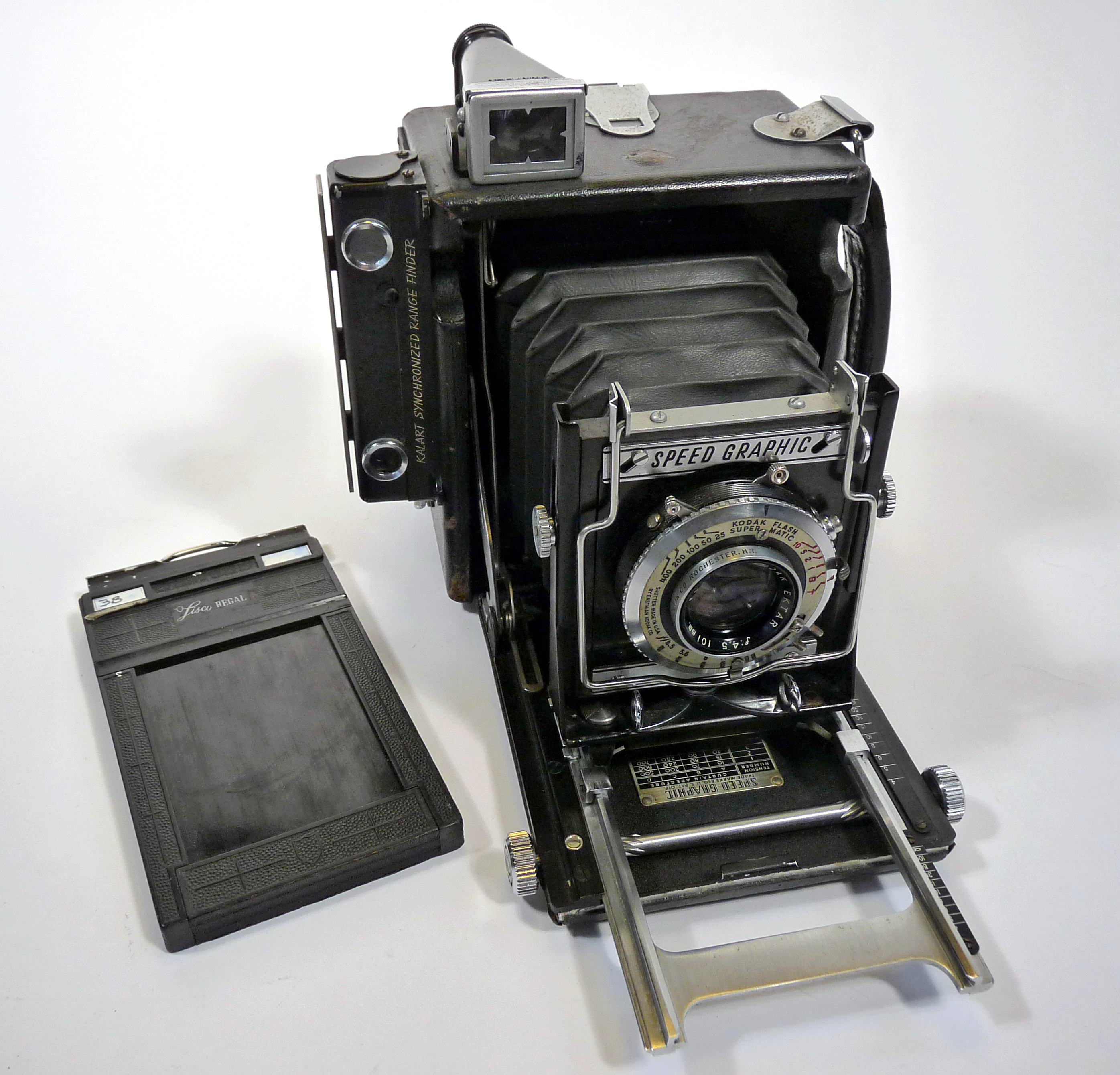
Novinářský fotoaparát Graflex Speed Graphic, střední formát 2,25×3,25, objektiv: Ektar F4.5, 101mm, štěrbinová závěrka, asi 1920–1930

Gravel je pro několik historiků umění novinářský fotograf. Podle historika Michela Lessarda však umělecká kvalita Gravelovy práce zůstává nepopiratelná, od portrétu politiků až po reportáž aktuálních událostí. Jednou z jeho pozoruhodných fotografií je portrét slepé mladé dívky, která se i přes své postižení snaží dívat fotografovi do objektivu. Michel Gravel ve své práci upřednostňuje přístup, který kombinuje citlivost subjektu a smysl pro geometrii. Vytvářením fotografií, které mají překvapit, se vždy snažil vzbuzovat emoce.
Gravel vystavoval svou práci v několika galeriích v Kanadě a ve Spojených státech. Účastnil se na obsahu několika odborných časopisů. Jeho fotografie jsou součástí kolektivní paměti. Podle samotného Gravela je novinářská fotografie uměním vidět obraz a vědět, jak ho sdělit.
Po technické stránce začal Gravel, stejně jako průkopník Conrad Poirier, s fotografickou kamerou Speed Graphic 4x5, poté používal Rolleiflex 6x6 (který používal 120-film).
V letech 1960–1965 začal pracovat s kinofilmovým formátem 35 mm a postupně nahradil starý dobrý Speed Graphic. S menší a lehčí technikou se mohl Michel Gravel pohybovat snadněji. Gravel, který moc nepodléhal inovacím, s sebou nosil dva fotoaparáty: tradiční Rolleiflex a 35 mm. O několik let později přešel na pohodlnější formát 35 mm a používal dva 35 mm fotoaparáty Nikon: jeden s barevným filmem a druhý s černobílým.
Vyvolávání a přenos fotografií do redakce byl však stále komplikovaný. Využívala se technika belinografu a negativy se přenášely také po telefonní lince, což byl nestabilní a dlouhý proces. Přenos jedné fotografie trval dobrých 8 minut. Aby byla dodržena lhůta pro velké deníky, Gravel vyvolával své negativy přímo na místě, pomocí vysoušeče vlasů je vysušil, pak vytiskl a poté je co nejrychleji odeslal.
K přechodu na digitální formát došlo u umělce v roce 1999, aniž by došlo k transformaci jeho vize fotografie, ale s úlevou, že již nemusel nosit těžkou temnou komoru, aby mohl své fotografie vyvolat, než je poslal telefonicky do novin.

## Ceny a ocenění
Získal nejméně jedenáct kanadských ocenění, včetně dvakrát Kanadskou národní Grand Prize. Michel Gravel byl jmenován novinářským fotografem roku 2005 Asociací novinářských fotografů v Montrealu (APPM) a získal cenu Asociace kanadských fotografů.